# Kōichi Kawai
Kōichi Kawai (japanisch 川井 光一 Kawai Kōichi; * 29. März 1979 in der Präfektur Ehime) ist ein ehemaliger japanischer Fußballspieler.

## Karriere
Kawai erlernte das Fußballspielen in der Schulmannschaft der Minamiuwa High School und der Universitätsmannschaft der Chūkyō-Universität. Seinen ersten Vertrag unterschrieb er 2001 bei Ehime FC. Der Verein spielte in der dritthöchsten Liga des Landes, der Japan Football League. 2005 wurde er mit dem Verein Meister der Japan Football League und stieg in die J2 League auf. Ende 2006 beendete er seine Karriere als Fußballspieler.